# Back From The Dead
Back From The Dead (en español: Atrás entre los muertos) es el quinto disco de la banda estadounidense de death metal Obituary publicado en el año 1997, por la discográfica Roadrunner Records. Fue el último disco antes de que la banda se tomará un parate provisoriamente entre el 1997 y el 2003.

## Lista de canciones
1. "Threatening Skies" (Obituary) – 2:19
2. "By the Light" (Obituary) – 2:55
3. "Inverted" (Obituary) – 2:53
4. "Platonic Disease" (Obituary) – 4:06
5. "Download" (Obituary) – 2:45
6. "Rewind" (Obituary) – 4:03
7. "Feed on the Weak" (Obituary) – 4:15
8. "Lockdown" (Obituary) – 4:11
9. "Pressure Point" (Obituary) – 2:25
10. "Back from the Dead" (Obituary) – 5:12
11. "Bullituary" (Remix)– 3:43